# Armenië op het Eurovisiesongfestival 2007

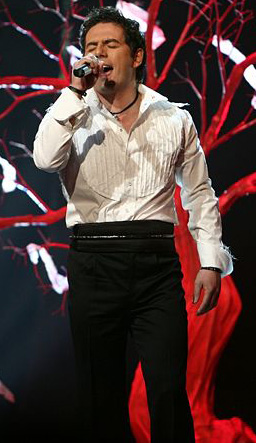
Hayko tijdens het Eurovisiesongfestival 2007

Armenië deed mee aan het  Eurovisiesongfestival 2007 in Helsinki, Finland. Het was de 2de deelname van het land op het Eurovisiesongfestival. De nationale omroep hield een nationale finale om de Armeense vertegenwoordiger te selecteren
Armenië was al direct geplaatst voor de finale vanwege de top 10 klassering van zanger André. De nationale finale van dit jaar werd gewonnen door Hayko met het lied Anytime You Need. Op het songfestival werd Hayko 8ste met 138 punten.

## Nationale Finale
| № | Zaner              | Lied               | Punten | Plaats |
| - | ------------------ | ------------------ | ------ | ------ |
| 1 | Sergey Grigorian   | Qonn em            | 142    | 7      |
| 2 | Karine Asirian     | Your heart is hot  | 360    | 6      |
| 3 | Emmy               | You’ve done it     | 883    | 4      |
| 4 | Asta               | My story           | 689    | 5      |
| 5 | Hayko              | Anytime you need   | 5170   | 1      |
| 6 | Arina Hovhannisian | Colour of my tears | 1034   | 3      |
| 7 | Meri Voskanian     | Carry me in        | 3133   | 2      |

## In Helsinki
Na de goede prestatie in Athene, moest het land niet meer aantreden in de halve finale.
In de finale moest Armenië als drieëntwintigste optreden , na Turkije en voor Moldavië. Op het einde van de puntentelling hadden de Armenen 138 punten verzameld, wat goed was voor een 8ste plaats. 
Men ontving twee keer het maximum van de punten. 
België en Nederland hadden beiden 10 punten over voor deze inzending.

### Gekregen punten

#### Finale
| 12 punten                                       | 10 punten                                                     | 8 punten                      | 7 punten               | 6 punten      |
| ----------------------------------------------- | ------------------------------------------------------------- | ----------------------------- | ---------------------- | ------------- |
| - Georgië - Turkije                             | - België - Frankrijk - Nederland - Polen - Rusland - Tsjechië | - Bulgarije - Cyprus - Spanje |                        | - Griekenland |
| 5 punten                                        | 4 punten                                                      | 3 punten                      | 2 punten               | 1 punt        |
| - IJsland - Oekraïne - Oostenrijk - Wit-Rusland |                                                               |                               | - Duitsland - Moldavië |               |

### Punten gegeven door Armenië

#### Halve Finale
Punten gegeven in de halve finale:
| 12 punten | Wit-Rusland |
| 10 punten | Servië      |
| 8 punten  | Georgië     |
| 7 punten  | Moldavië    |
| 6 punten  | Portugal    |
| 5 punten  | Polen       |
| 4 punten  | Cyprus      |
| 3 punten  | Noorwegen   |
| 2 punten  | Turkije     |
| 1 punt    | Bulgarije   |

#### Finale
Punten gegeven in de finale:
| 12 punten | Rusland               |
| 10 punten | Wit-Rusland           |
| 8 punten  | Griekenland           |
| 7 punten  | Servië                |
| 6 punten  | Oekraïne              |
| 5 punten  | Georgië               |
| 4 punten  | Bulgarije             |
| 3 punten  | Moldavië              |
| 2 punten  | Frankrijk             |
| 1 punt    | Bosnië en Herzegovina |

2006 · 2007 · 2008 · 2009 · 2010 · 2011 · 2012 · 2013 · 2014 · 2015 · 2016 · 2017 · 2018 · 2019 · 2020-2021 · 2022 · 2023 · 2024 · 2025